# Вулиця Василя Єрошенка (Київ)
Ву́лиця Васи́ля Єроше́нка — вулиця у Святошинському районі міста Києва, селище Перемога. Пролягає від вулиці Сім'ї Стешенків до вулиці Василя Верховинця.

## Історія
Вулиця виникла у 50-ті роки ХХ століття під назвою Завулок № 4. 1968 року отримала назву на честь радянського шпигуна Ріхарда Зорге. Сучасна назва — з 2023 року, на честь письменника Василя Єрошенка